# 大堀彩
大堀彩（日语：／ Ōhori Aya，1996年10月2日—），日本女子羽毛球运动员，亦為前日本國家羽毛球隊（A隊）成員，現已退役。福島縣出生，2015年在富岡高校畢業後加入NTT東日本株式會社，隸屬東京事業部總務部；2016年轉投Tonami運輸株式會社，現隸屬於人事部，並為該社的羽毛球隊成員及助理經理，隊員編號1號。青年期，她曾赢得2013年亚青賽女單冠軍，成為首位日本亚青赛女单冠军得主。其丈夫为王耀新。

## 簡歷
大堀彩原來在福島縣立富岡高等學校的羽球隊，2011年3月福島第一核電廠事故後，轉到福島縣立豬苗代高等學校就讀。2011年，大堀彩代表該校參加全國中學校羽球大會，獲得女子單打冠軍及女子團體冠軍，隊友包括獲得女子雙打冠軍的東野有紗。

### 2012年-2014年 分齡賽時期及卫冕成年组冠军
2012年6月，大堀彩代表日本参加韩国慶尚北道金泉市举办的亞洲青年羽毛球錦標賽，助隊伍贏得混合團體冠軍。同年10月，她再次在日本千葉縣舉行的世界青年羽毛球錦標賽，助隊伍贏得混合團體亚軍；此外。在女單準決賽中，以1比2（21-17、10-21、15-21）不敵隊友山口茜，僅得季軍。
2013年4月，大堀彩首次代表國家隊出戰台灣舉行的亞洲羽毛球錦標賽。她在女單的資格賽先後擊敗馬來西亞的翁丽莲和台灣的陳曉歡順利晉級，但正賽首輪就被大會第7種子的隊友廣瀨榮理子以18-21、10-21淘汰。雖然早早出局，但其外貌卻吸引了大量當地球迷注視，除獲球具贊助商安排她在台北小巨蛋舉辦簽名會外，主辦單位發行的每日戰報也以她作為封面人物。同年7月，大堀彩出戰在馬來西亞沙巴舉行的亞洲青年羽毛球錦標賽，助隊伍贏得混合團體季軍；在女單決賽以2比1（21-11、16-21、21-13）擊敗頭號種子泰國的布桑兰·恩布鲁庞，奪得亚青赛女单冠軍。同年9月，她出战俄羅斯羽毛球大獎賽，在女单决赛以2比0（21-5、21-10）横扫赛会3号种子、东道主的克谢尼娅·波利卡波娃，夺得其首个成人组赛事的冠军。同年10月，她代表日本参加天津市滨海新区举办的東亞運動會羽毛球比賽，赢得女子团体季军；此外，还赢得女子单打铜牌。同期10月，她代表日本参加泰國曼谷举办的世界青年羽毛球錦標賽，赢得世青赛女单银牌。
2014年2月，大堀彩代表日本参加臺灣臺北市举办的亞洲青年羽毛球錦標賽，助隊伍贏得混合團體季軍。同年4月，她再次在马来西亚亚罗士打举办的世界青年羽毛球錦標賽，助隊伍贏得混合團體季軍；此外，还赢得世青赛女子单打季军。同年7月，她出戰俄羅斯羽毛球大獎賽，在女子單打決賽以2比0（21–19、21–4）横扫队友打田志津，成功地卫冕女子单打冠军。同年9月，她出战越南羽毛球大獎賽，在女单决赛以0比2（15-21、11-21）不敌世青赛冠军、队友的奧原希望，赢得亚军。
2017年2月，大堀彩於泰國羽毛球大師賽女子單打決賽，以0比2（18–21、16–21）不敌泰國的布桑兰·恩布鲁庞，獲得亚军。接着4月，她再次出戰中國羽毛球大師賽，携手赛会5号种子、同胞的川上紗惠奈会师决赛包办冠亚军。在三局激战后，以2比1（21-9、9-21、21-18）力克队友，但此次日本女单的实力已经能够打翻东道主的气场，而意味着东道主的选手们必须要有意识到危机。同年7月，她出戰美國羽毛球黃金大獎賽。在女單决赛中，以2比0（21-11、21-19）横扫赛会6號種子、加拿大华裔选手的李文珊，夺得冠軍。

### 2015年-2016年 黃金大獎賽夺冠及優霸盃季軍
2015年3月，大堀彩出战葡萄牙羽毛球國際賽，在女单决赛以0比2（13-21、14-21）不敌赛会头号种子、同胞的高橋沙也加，赢得亚军。同年4月，她出战大阪羽毛球國際挑戰賽，在女单準决赛以0比2（16-21、16-21）不敌赛会头号种子、队友的高橋沙也加。同期4月，她出战紐西蘭羽毛球黃金大獎賽，在女单準决赛以0比2（17-21、15-21）不敌中国的何冰娇。
2016年3月，大堀彩出战紐西蘭羽毛球黃金大獎賽，在女单决赛以0比2（15-21、17-21）不敌赛会头号种子、韩国一姐的成池鉉，赢得亚军。同年5月，在日本队的名单中，大堀彩取代队友三谷美菜津的位置，以第四单打的身分成為出戰2016年優霸盃的成员之一。最终她与队友们在半决赛中不敌韩国队，赢得季軍。同年9月，她出战日本羽毛球超級賽，在女单準决赛以0比2（17-21、20-22）不敌赛会8号种子、中国的何冰娇，亦是他首次打进超级赛的最好成绩。同年10月，她出战泰國羽毛球黃金大獎賽，在女单决赛以2比0（25-23、21-8）击败了赛会3号种子、泰国名将的布桑兰·恩布鲁庞，夺得其首个国际黃金大獎賽冠军。

### 2017年-2018年 世錦賽、雅加达亚运揽金
2017年2月，大堀彩出战泰國羽毛球大師賽，在女单决赛以0比2（18-21、16-21）不敌赛会头号种子、泰国名将的布桑兰·恩布鲁庞，赢得亚军。同年3月，她出战大阪羽毛球國際挑戰賽，在女单準决赛以1比2（12-21、22-20、17-21）不敌赛会4号种子、韩国名将的李張美。同年4月，她出战中國羽毛球大師賽，在女单决赛以2比1（21-9、9-21、21-18）击败了赛会5号种子、同胞的川上紗惠奈，赢得冠军。同年7月，她出战美國羽毛球黃金大獎賽，在女单决赛以2比0（21-11、21-19）击败了赛会6号种子、加拿大华裔的李文珊，这也是她第二次赢得黃金大獎賽冠军。同年8月，她參加蘇格蘭格拉斯哥舉行的世界羽毛球錦標賽，以11號種子身分出戰女子單打項目，故在首圈輪空。她在第二圈以2比0打敗保加利亞的玛丽亚·米特索娃晉級；但至第三圈面對日本隊友、7號種子奧原希望時，就以0比2（20-22、15-21）敗給對手，16強止步。
2018年2月，大堀彩代表日本参加马来西亚亞羅士打举办的亞洲羽毛球團體錦標賽，随队赢得女子团体金牌。同年6月，她出战美國羽毛球公開賽，在女单準决赛以1比2（22-20、21-23、13-21）不敌赛会头号种子、东道主华裔的张蓓雯。同年8月，她代表日本国家队参加印尼雅加达举办的亞洲運動會羽毛球比賽，跟随队友们赢得亚运会女子團體金牌成员之一。

## 主要比賽成績
只列出曾進入準決賽的國際賽事成績：
| 年份   | 賽事                     | 公開賽級別 | 項目     | 成績   |
| ------ | ------------------------ | ---------- | -------- | ------ |
| 2012年 | 亞洲青年羽毛球錦標賽     | 其他       | 混合團體 | 金牌   |
| 2012年 | 世界青年羽毛球錦標賽     | 其他       | 混合團體 | 銀牌   |
| 2012年 | 世界青年羽毛球錦標賽     | 其他       | 女子單打 | 銅牌   |
| 2013年 | 亞洲青年羽毛球錦標賽     | 其他       | 混合團體 | 銅牌   |
| 2013年 | 亞洲青年羽毛球錦標賽     | 其他       | 女子單打 | 金牌   |
| 2013年 | 俄羅斯羽毛球大獎賽       | 大獎賽     | 女子單打 | 冠軍   |
| 2013年 | 東亞運動會羽毛球比賽     | 其他       | 女子團體 | 銅牌   |
| 2013年 | 東亞運動會羽毛球比賽     | 其他       | 女子單打 | 銅牌   |
| 2013年 | 世界青年羽毛球錦標賽     | 其他       | 女子單打 | 銀牌   |
| 2014年 | 亞洲青年羽毛球錦標賽     | 其他       | 混合團體 | 銅牌   |
| 2014年 | 世界青年羽毛球錦標賽     | 其他       | 混合團體 | 銅牌   |
| 2014年 | 世界青年羽毛球錦標賽     | 其他       | 女子單打 | 銅牌   |
| 2014年 | 俄羅斯羽毛球大獎賽       | 大獎賽     | 女子單打 | 冠軍   |
| 2014年 | 越南羽毛球大獎賽         | 大獎賽     | 女子單打 | 亞軍   |
| 2015年 | 葡萄牙羽毛球國際賽       | 國際系列賽 | 女子單打 | 亞軍   |
| 2015年 | 大阪羽毛球國際挑戰賽     | 國際挑戰賽 | 女子單打 | 準決賽 |
| 2015年 | 紐西蘭羽毛球黃金大獎賽   | 黃金大獎賽 | 女子單打 | 準決賽 |
| 2016年 | 紐西蘭羽毛球黃金大獎賽   | 黃金大獎賽 | 女子單打 | 亞軍   |
| 2016年 | 優霸盃                   | 其他       | 女子團體 | 銅牌   |
| 2016年 | 日本羽毛球超級賽         | 超級賽     | 女子單打 | 準決賽 |
| 2016年 | 泰國羽毛球黃金大獎賽     | 黃金大獎賽 | 女子單打 | 冠軍   |
| 2017年 | 泰國羽毛球大師賽         | 黃金大獎賽 | 女子單打 | 亞軍   |
| 2017年 | 大阪羽毛球國際挑戰賽     | 國際挑戰賽 | 女子單打 | 準決賽 |
| 2017年 | 中國羽毛球大師賽         | 黃金大獎賽 | 女子單打 | 冠軍   |
| 2017年 | 美國羽毛球黃金大獎賽     | 黃金大獎賽 | 女子單打 | 冠軍   |
| 2018年 | 亞洲羽毛球團體錦標賽     | 其他       | 女子團體 | 金牌   |
| 2018年 | 美國羽毛球公開賽         | 超級300賽  | 女子單打 | 準決賽 |
| 2018年 | 亞洲運動會羽毛球比賽     | 其他       | 女子團體 | 金牌   |
| 2018年 | 日本羽毛球公開賽         | 超級750賽  | 女子單打 | 準決賽 |
| 2018年 | 美國羽毛球國際挑戰賽     | 國際挑戰賽 | 女子單打 | 冠軍   |
| 2019年 | 亞洲羽毛球混合團體錦標賽 | 其他       | 混合團體 | 亞軍   |
| 2019年 | 紐西蘭羽毛球公開賽       | 超級300賽  | 女子單打 | 準決賽 |
| 2020年 | 泰國羽毛球大師賽         | 超級300賽  | 女子單打 | 準決賽 |
| 2020年 | 亞洲羽毛球團體錦標賽     | 其他       | 女子團體 | 冠軍   |
| 2021年 | 優霸盃                   | 其他       | 女子團體 | 亞軍   |
| 2022年 | 新加坡羽毛球公開賽       | 超級500賽  | 女子單打 | 準決賽 |
| 2023年 | 澳洲羽毛球公開賽         | 超級500賽  | 女子單打 | 準決賽 |
| 2023年 | 亞洲運動會羽毛球比賽     | 其他       | 女子團體 | 銅牌   |
| 2023年 | 亞洲運動會羽毛球比賽     | 其他       | 女子單打 | 銅牌   |
| 2023年 | 法國羽毛球公開賽         | 超級750賽  | 女子單打 | 準決賽 |
| 2023年 | 西德·莫迪羽毛球國際賽    | 超級300賽  | 女子單打 | 準決賽 |
| 2024年 | 泰國羽毛球大師賽         | 超級300賽  | 女子單打 | 冠軍   |
| 2024年 | 亞洲羽毛球團體錦標賽     | 其他       | 女子團體 | 季軍   |
| 2024年 | 優霸盃                   | 其他       | 女子團體 | 季軍   |
| 2024年 | 澳洲羽毛球公開賽         | 超級500賽  | 女子單打 | 冠軍   |
| 2024年 | 中國羽毛球公開賽         | 超級1000賽 | 女子單打 | 準決賽 |
| 2024年 | 世界羽聯世界巡迴賽總決賽 | 總決賽     | 女子單打 | 準決賽 |

| 2007-2017年 | 首要超級賽 | 超級賽 | 黃金大獎賽 | 大獎賽 | 國際挑戰賽 | 國際系列賽 | 未來系列賽 | 其他 |

| 2018-2026年 | 總決賽 | 超級1000賽 | 超級750賽 | 超級500賽 | 超級300賽 | 超級100賽 | 國際挑戰賽 | 國際系列賽 | 未來系列賽 | 其他 |

### 奧運會和世錦賽參賽紀錄
|          | 2017 | 2018 | 2019 | 2020 | 2021 | 2022 | 2023 | 2024 |
| -------- | ---- | ---- | ---- | ---- | ---- | ---- | ---- | ---- |
| 女子單打 | 16強 | 32強 | 32強 | －   | 48強 | 48強 | －   | 8強  |

## 主要對賽紀錄
大堀彩與主要對手的對賽成績如下（只列出對賽三次或以上對手，截至2021年12月11日）：

| 對手       | 對賽次數 | 對賽結果 | 對賽結果 | 總計 |
| 對手       | 對賽次數 | 勝       | 負       | 總計 |
| ---------- | -------- | -------- | -------- | ---- |
| 奥原希望   | 9        | 1        | 8        | -7   |
| 山口茜     | 5        | 0        | 5        | -5   |
| 高橋沙也加 | 4        | 0        | 4        | -4   |
| 仁平菜月   | 3        | 3        | 0        | +3   |
| 橋本由衣   | 3        | 2        | 1        | +1   |
| 總計       | 24       | 6        | 18       | -12  |

| 對手                | 對賽次數 | 對賽結果 | 對賽結果 | 總計 |
| 對手                | 對賽次數 | 勝       | 負       | 總計 |
| ------------------- | -------- | -------- | -------- | ---- |
| P.V.辛杜            | 11       | 0        | 11       | -11  |
| 布桑兰·恩布鲁庞     | 7        | 5        | 2        | +3   |
| 何冰娇              | 7        | 1        | 6        | -5   |
| 陳雨菲              | 7        | 0        | 7        | -7   |
| 戴資穎              | 8        | 1        | 7        | -6   |
| 克里斯蒂·吉尔莫     | 6        | 3        | 3        | 0    |
| 成池鉉              | 4        | 3        | 1        | +2   |
| 張蓓雯              | 4        | 1        | 3        | -2   |
| 蓬帕威·磋楚翁       | 4        | 0        | 4        | -4   |
| 克谢尼娅·波利卡波娃 | 3        | 3        | 0        | +3   |
| 妮查恩·金达蓬       | 3        | 3        | 0        | +3   |
| 纳塔利娅·科克·罗泽  | 3        | 3        | 0        | +3   |
| 李佳馨              | 3        | 3        | 0        | +3   |
| 梁晓宇              | 3        | 3        | 0        | +3   |
| 李張美              | 3        | 2        | 1        | +1   |
| 安洗瑩              | 3        | 0        | 3        | -3   |
| 其他選手            |          |          |          |      |
| 總計                | 78       | 30       | 48       | -18  |

## 外部連結
- 大堀彩的Instagram帳戶